# José Marí Olano
José Marí Olano (Sogorb, 22 de setembre de 1969) és un advocat i polític valencià, diputat a les Corts Valencianes en la VII i VIII legislatures i regidor a l'Ajuntament de València des de les eleccions de 2023.

## Biografia
Estudià dret a la Universitat de Navarra i ha treballat com a advocat de la Generalitat Valenciana. És soci de KPMG. Militant del Partit Popular (PP), fou elegit diputat a les Corts Valencianes a les eleccions de 2007 i de 2011 per la província de Castelló. Va ser portaveu d'Economia, pressupostos i hisenda del Grup Popular a les Corts Valencianes en la VIII legislatura de les Corts Valencianes fins a la seua dimissió en desembre de 2012, desanimat per la situació política.
El 2023 torna a la política de la mà de María José Català que l'inclou al seu equip per recuperar el govern de la ciutat de València. Marí Olano serà l'encarregat de dirigir la regidoria de grans projectes compaginant la tasca amb la d'advocat.